# Шама білоголова
Ша́ма білоголова (Copsychus stricklandii) — вид горобцеподібних птахів родини мухоловкових (Muscicapidae). Мешкає на Калімантані та сусідніх островах. Вид названий на честь британського орнітолога Г'ю Едвіна Стрікланда. Раніше вважався підвидом білогузої шами, однак був визнаний окремим видом.

## Опис

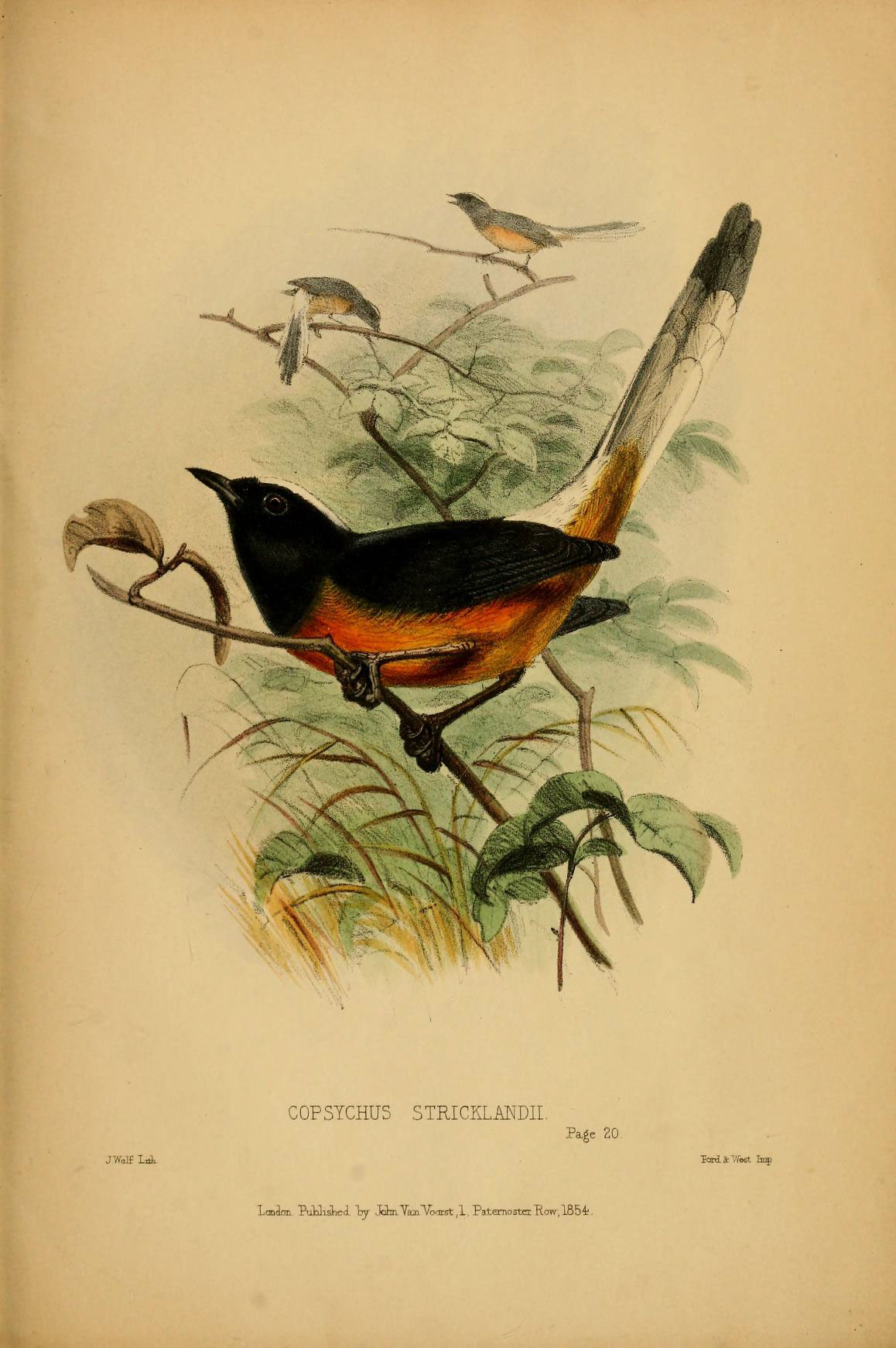
Білоголова шама

Довжина птаха становить 21-28 см, враховуючи хвіст довжиною 7 см, вага 31-42 г. Верхня частина тіла, горло і груди синювато-чорні, на тімені і надхвісті білі плями, решта нижньої частини тіла контрастно руда. Залом білоголові шами є дуже схожими на білогузих шам підвиду C. m. suavis, з якими вони гібридизуються в місці перетину їх ареалів, однак вирізняються білою плямою на голові. Представники підвиду C. s. barbouri є приблизно на 20% більшими за представників номінативного підвиду, хвіст у них повністю чорний.

## Підвиди
Виділяють три підвидів:
- C. s. stricklandii Motley & Dillwyn, 1855 — північний Калімантан і острови Банггі[en] (на північ і північний схід від Калімантану);
- C. s. barbouri (Bangs & Peters, JL, 1927) — Маратуа[id] (на північний схід від Калімантану).

## Поширення і екологія
Білоголові шами мешкають в Індонезії, Малайзії і Брунеї. Вони живуть у вологих рівнинних тропічних лісах, в рідколіссях, чагарникових і мангрових заростях, на плантаціях і в садах. Живляться коахами та іншими безхребетними.